# 美濃市役所
美濃市役所（みのしやくしょ）は、地方公共団体である岐阜県美濃市の組織が入る施設（役所）。

## 概要
- 本庁舎と分庁舎（美濃市生櫛88番地24）がある。本庁の業務の一部は防災・中央コミュニティセンターで行われている。
- 1954年（昭和29年）の美濃市発足時は、旧・武儀郡美濃町役場（美濃市45-3。跡地は美濃市文化会館）を市役所としていた。現在の庁舎は1972年（昭和47年）3月25日着工、1973年（昭和48年）2月28日竣工。竣工式は1973年（昭和48年）5月10日の市制20周年記念式典で行われた[1]。

## 業務時間
- 月曜日から金曜日の8時30分から17時15分（土曜日・日曜日・祝日・年末年始を除く）

## 業務内容
本庁舎
- 議会事務局
- 総務課
- 会計課
- 秘書課
- 税務課
- 総合政策課
- 市民生活課
- 健康福祉課
- 美濃和紙推進課
- 土木課
- 都市整備課
- 産業課
- 上下水道課
- 未来創造課[2]。

分庁舎
- 教育総務課
- 人づくり文化課
- 学校教育課

## 交通アクセス
- 長良川鉄道「美濃市駅」下車、徒歩約15分。
- 岐阜バス岐阜美濃線「美濃市役所」バス停より徒歩約1分。
  - 岐阜駅（JR岐阜駅バスターミナル）・名鉄岐阜駅（名鉄岐阜のりば）より【B87】「中濃庁舎」行き。
- 東海北陸自動車道美濃ICより車で約3分。

## 周辺施設
- 美濃郵便局
- 岐阜信用金庫美濃支店
- JAめぐみの美濃支店